# Chochłowo (obwód smoleński)
Chochłowo (ros. Хохлово) – wieś (ros. деревня, trb. dieriewnia) w zachodniej Rosji, centrum administracyjne osiedla wiejskiego Chochłowskoje rejonu smoleńskiego w obwodzie smoleńskim.

## Geografia
Miejscowość położona jest przy drodze federalnej R135 (Smoleńsk – Krasnyj – Gusino), 9 km od drogi federalnej R120 (Orzeł – Briańsk – Smoleńsk – Witebsk), 18 km od drogi magistralnej M1 «Białoruś», 17 km od Smoleńska, 10 km od najbliższego przystanku kolejowego (Katyń).
W granicach miejscowości znajdują się ulice: pierieułok Drużby, Kasztanowaja, Lesnaja, Majskaja, Mira, Mołodioznaja, Nowaja, Oziornaja, Oziornyj pierieułok, Parkowaja, Raczewka, Sadowaja, Siewiernaja, Sołniecznaja, Szkolnaja, Wiszniewaja, Woinskaja, Zielonyj Ruczej.

## Demografia
W 2010 r. miejscowość zamieszkiwało 628 osób.